# Doppelcaramel

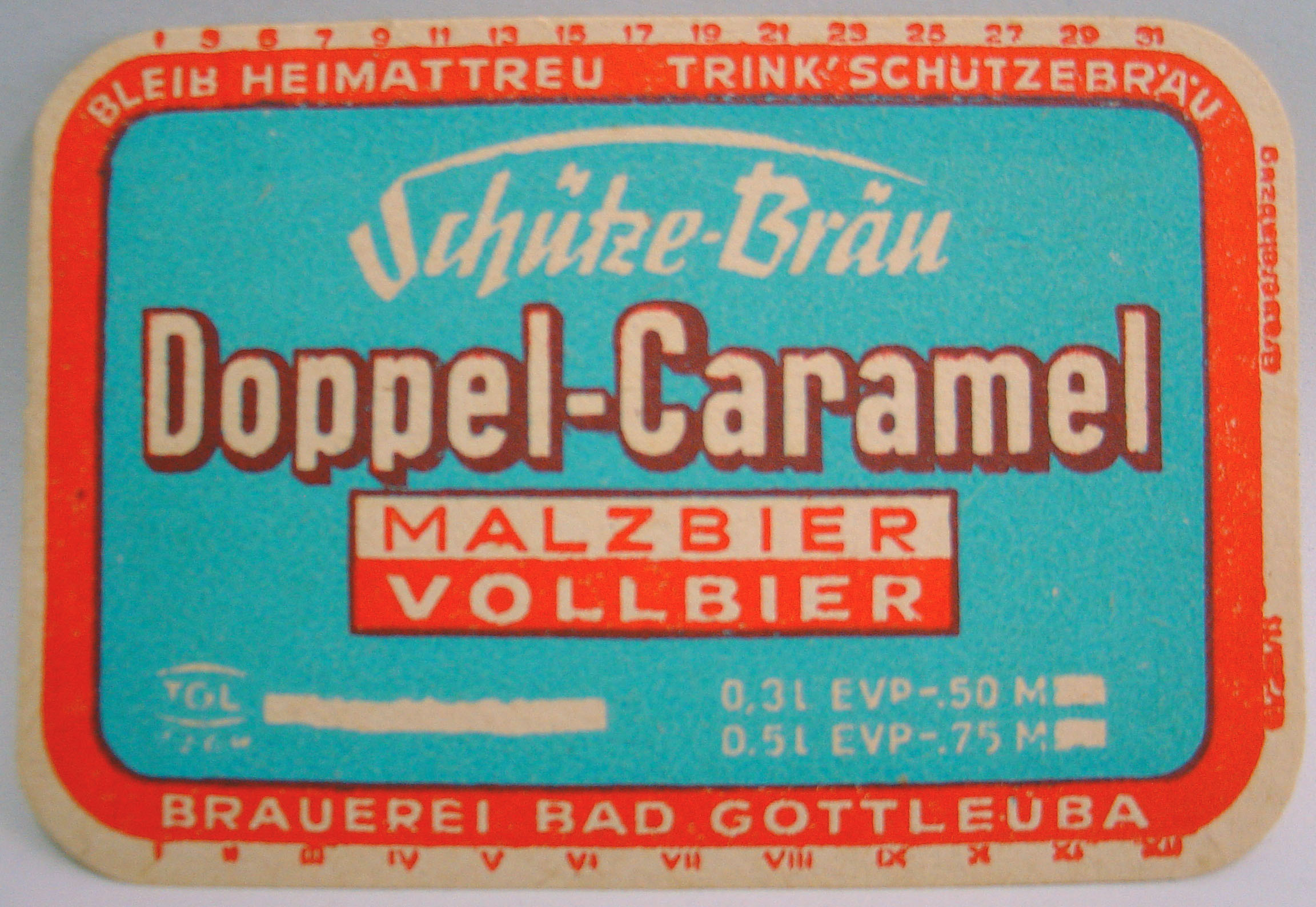
Doppel-Caramel-Etikett der Schütze-Bräu Bad Gottleuba

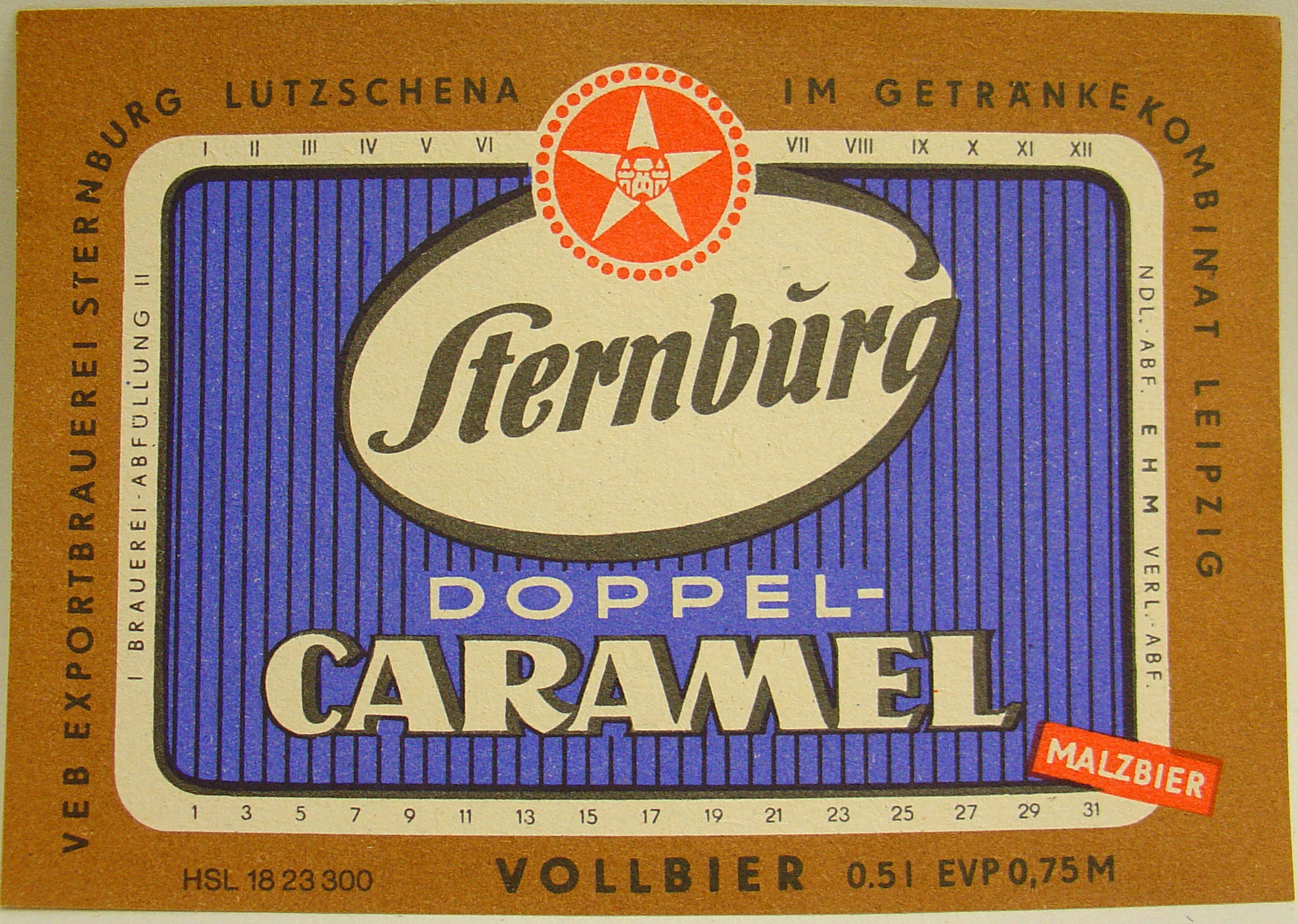
Doppel-Caramel-Etikett der Sternburg-Brauerei

Doppelcaramel (auch Doppelkaramel) war bis 1990 eine deutsche Vollbiersorte mit Zucker.

## Geschichte
Das Getränk wurde in der DDR in den 1950er Jahren entwickelt und wird heute hauptsächlich in den ostdeutschen Bundesländern gebraut. Es handelt sich um ein untergäriges Bier, das der Gruppe der Malzbiere (alkoholfrei) beziehungsweise der sogenannten Nährbiere (geringer Alkoholgehalt) zugeordnet wird.
Doppelcaramel enthält durchschnittlich 11 % Stammwürze und hat einen Alkoholgehalt von durchschnittlich 1,2 %vol. Die Farbe ist rohstoffbedingt dunkel und hefetrüb, da es nicht geklärt wird.
Für die Herstellung wird ein Sud mit Röst- und Caramelmalz hergestellt, der anschließend mit Wasser verdünnt und vergoren wird. Anschließend wird der Mischung Invertzucker und Zuckerkulör zugegeben,  das Ergebnis in Flaschen abgefüllt und nach einer Phase der Flaschengärung pasteurisiert.
Gebraut wird Doppelcaramel im 21. Jahrhundert unter anderem in der Schloßbrauerei Schwarzbach, im Brauhaus Hartmannsdorf und in der Sternburg-Brauerei Leipzig. Hierbei ist zu beachten, dass es sich nicht bei allen „Doppelcaramel“-Versionen, die dort angeboten werden, um das traditionelle Doppelcaramel handelt. Es sind auch Versionen des ehemaligen Kult-Bieres dabei, die, so wie der Malztrunk, mit einem Alkoholgehalt von <0,5 % deklariert sind. Bei diesen Sorten wurde die Gärung, ähnlich wie bei einem Malztrunk, nicht zugelassen, wodurch kein Alkohol und keine natürliche Kohlensäure entstehen konnten. Doppelcaramel ist somit kein geschützter Name für eine Biervariante.

## Erwähnenswertes
Zur Kennzeichnung wurden in der DDR lt. TGL 7764 den Biersorten Farben zugeordnet. Die Etiketten von Doppelcaramel mussten einen blauen Farbanteil von mindestens 50 % haben.